# Ordre de bataille lors de l'opération Barbarossa
Ce qui suit est l'ordre de bataille allemand et soviétique au déclenchement de l'opération Barbarossa, le 22 juin 1941, représenté pour les deux belligérants du Nord au Sud.

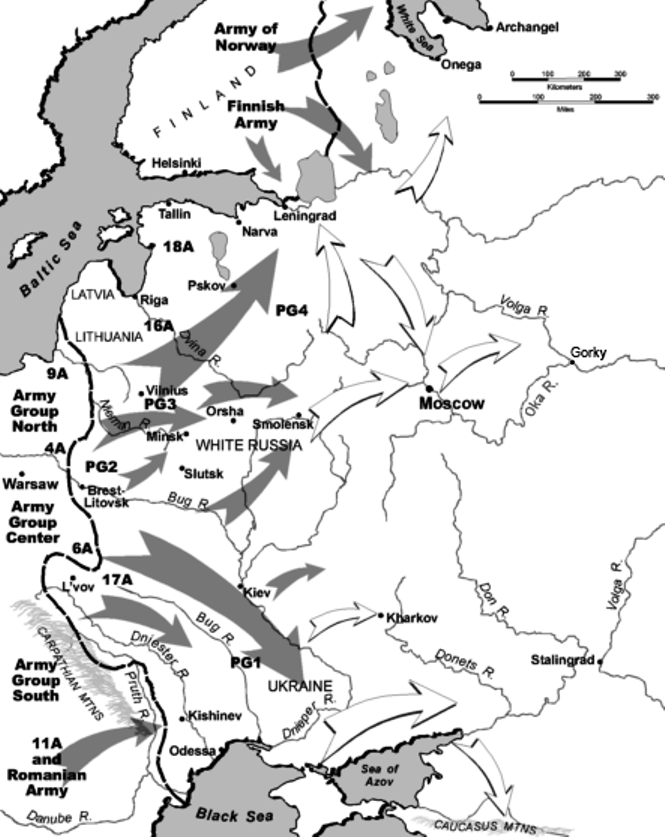
Plan d'origine de l'opération Barbarossa.

## Armée allemande[1]
Trois groupes d'armées sont positionnés tout au long de la frontière entre le Troisième Reich et l'URSS : le groupe d'armée Nord, le groupe d'armées Centre et le groupe d'armées Sud. Dans ces groupes d'armées se trouve 153 divisions allemandes et alliés, soit environ 3 millions de soldats allemands, 650 000 troupes alliés, 625 000 chevaux, 4 000 chars, 3 000 avions, 100 000 camions et 7 000 canons de tout genre.

### Heeresgruppe Nord
Le groupe d'armées Nord est commandé par le maréchal von Leeb, il est positionné en province de Prusse-Orientale le 22 juin et a pour mission de capturer Léningrad, au nord de l'URSS. Il a l'appui de la 1re Luftflotte du général Alfred Keller.

#### 16eArmée
La 16e Armée est commandée par le général Busch (PC à Trakehnen aujourd'hui Isnaïa poliana).

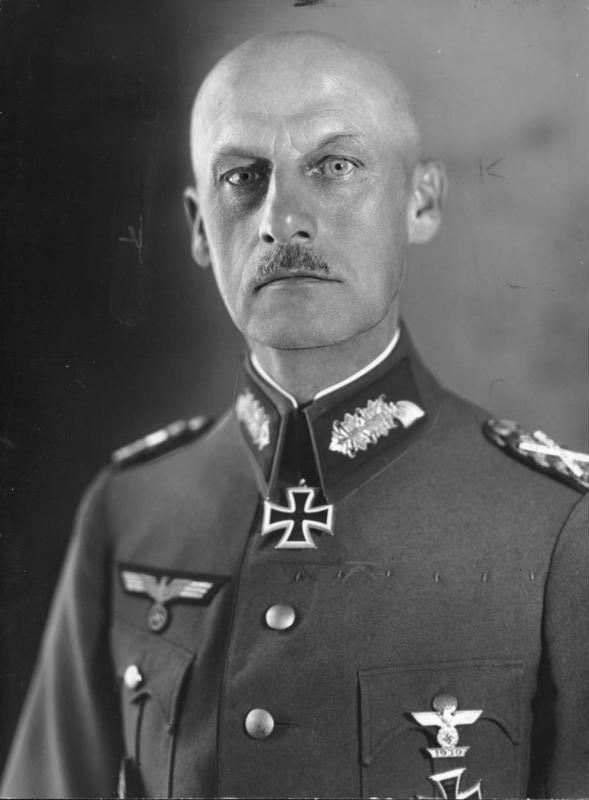
Wilhelm von Leeb, commandant du groupe d'armées Nord.

- IIe Corps d'armée (général von Brockdorff-Ahlefeldt)
  - 603e régiment d'artillerie motorisée
  - 782e régiment d'artillerie motorisée
  - 803e régiment d'artillerie motorisée
  - 600e bataillon de canon automoteurs
  - 12e division d'infanterie
  - 32e division d'infanterie
  - 121e division d'infanterie
- Xe Corps d'armée (général Hansen)
  - 610e régiment d'artillerie motorisée
  - 514e régiment du génie motorisée
  - 7e régiment de construction du génie
  - 30e division d'infanterie
  - 126e division d'infanterie
- XXVIIIe Corps d'armée (général Wiktorin)
  - 785e régiment d'artillerie motorisée
  - 35e régiment de construction du génie
  - 122e division d'infanterie
  - 123e division d'infanterie
- Réserves de la 16e Armée
  - 151e régiment de Flak (Luftwaffe)
  - Groupes de Flak I/13, I/291, I/411 du 151e de Flak (Luftwaffe)
  - 280e bataillon de Flak (Heer)
  - 680e régiment du génie
  - 253e division d'infanterie

#### 18eArmée
La 18e Armée est commandée par le général von Küchler (PC à Heydekrug aujourd'hui Siluté).
- XXXVIIIe Corps d'armée (général von Chappuis)
  - 58e division d'infanterie
- XXVIe Corps d'armée (général Wodrig)
  - 217 division d'infanterie
  - 61e division d'infanterie
  - 402e bataillon cycliste
  - 818e régiment d'artillerie motorisée
  - 563e bataillon antichar motorisée
  - 667e régiment du génie
- Ier Corps d'armée (général von Both)
  - 21e division d'infanterie
  - 1re division d'infanterie
  - 11e division d'infanterie
  - 185e groupe de canons d'assaut
  - 609e régiment d'artillerie motorisée
  - 110e régiment d'artillerie motorisée
  - 604e bataillon de Flak (Heer)
- Réserves de la 18e Armée
  - 910e groupe d'artillerie côtière
  - 531e groupe d'artillerie côtière
  - 690e bataillon d'artillerie sur rail (280 mm)
  - 403e bataillon cycliste
  - 291e division d'infanterie
  - 10e bataillon de mitrailleurs
  - 272e groupe de Flak (Heer)
  - 164e régiment de Flak (Luftwaffe)
    - Groupe de Flak I/36, I/51, I/111 du 164e Flak

#### Panzergruppe 4
Le groupe de panzer IV est commandé par le général Erich Hoepner (PC à Tilsit aujourd'hui Sovetsk).
- XXXXIe Corps d'armée motorisée (général Reinhardt)
  - 36e division d'infanterie motorisée
  - 269e division d'infanterie
  - 6e Panzerdivision
  - 1re Panzerdivision
  - bataillon de Flak II/411 du 133e Flak (Luftwaffe)
  - 83e bataillon de Flak légère (Luftwaffe)
  - bataillon de Flak I/3 du 133e Flak (Luftwaffe)
  - 601e groupe de Flak (Heer)
  - 618e régiment d'artillerie motorisée
  - 628e régiment du génie
  - 71e régiment de construction du génie
- LVIe Corps d'armée motorisée (général von Manstein)
  - 290e division d'infanterie
  - 3e division d'infanterie motorisée
  - 8e Panzerdivision
  - 92e bataillon de Flak (Luftwaffe)
  - bataillon de Flak II/23 du 133e Flak (Luftwaffe)
  - 559e bataillon antichar automoteur
  - 678e régiment du génie motorisée
  - 4e régiment de construction du génie
- Réserves du Panzergruppe 4
  - 3e division d'infanterie motorisée SS Totenkopf
  - 616e bataillon antichar automoteur
  - 133e régiment de Flak (Luftwaffe)
  - II/6e régiment du génie sur voie ferrée

#### Réserves du Groupe d'armées Nord
- XXIIIe corps d'armée (général Schubert)
  - 254e division d'infanterie
  - 206e division d'infanterie
  - 251e division d'infanterie
- Groupe de sécurité 101 (général von Roques) (Sicherungstruppen)
  - 285e division de sécurité
  - 207e division de sécurité
  - 281e division de sécurité
  - Führerbrigade du R.A.D (construction)
  - 3e régiment motorisée de sécurité (Sicherungstruppen)
    - 620e bataillon cycliste de garde
    - 619e bataillon cycliste de garde
- Régiment de police SS Nord
  - 321e bataillon de police SS
  - 319e bataillon de police SS
  - 53e bataillon de réserve de police SS

### Heeresgruppe mitte

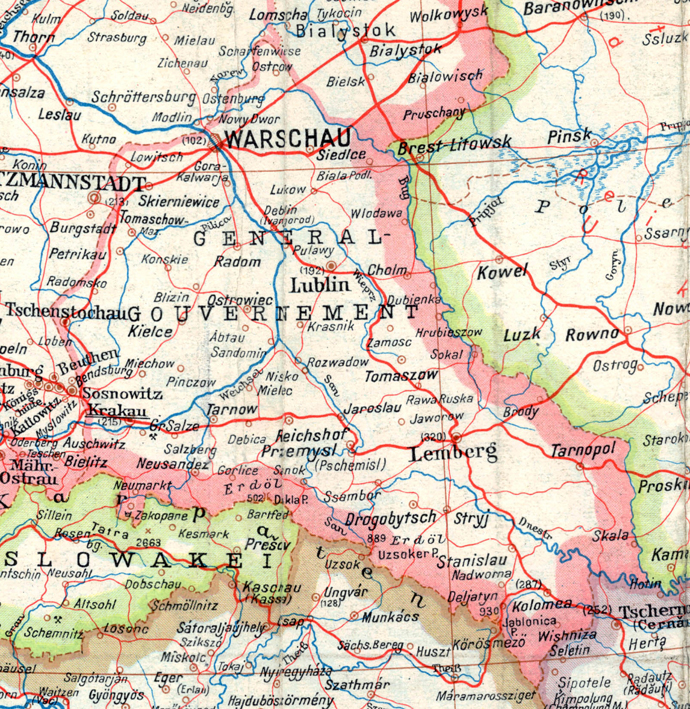
Carte du Gouvernement général où se situe le groupe d'armées centre.

Le groupe d'armées centre est commandé par le maréchal von Bock, il est positionné autour de Varsovie, en Pologne le 22 juin, et a pour mission de prendre Moscou et de neutraliser le principal dispositif de défense soviétique. Il est le fer de lance de l'attaque allemande sur l'URSS. Il a l'appui de la 2e Luftflotte du général Albert Kesselring.

#### 4eArmée
La 4e Armée est commandée par le maréchal von Kluge.

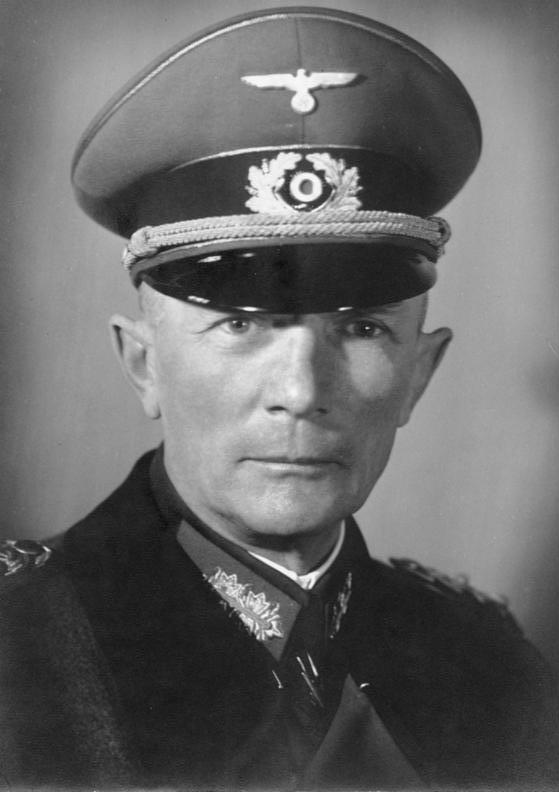
Fedor von Bock, commandant du groupe d'armées centre.

- VIIe Corps d'armée (général Fahrenbacher)
  - 221e division de sécurité (Sicherungstruppen)
  - 7e division d'infanterie
  - 268e division d'infanterie
  - 23e division d'infanterie
  - 258e division d'infanterie
  - 529e bataillon antichar automoteur
  - 203e groupe de canons d'assaut
  - 41e régiment d'artillerie motorisée
  - 710e Bataillon d'artillerie sur voie ferrée (280 mm)
- XXXXIIIe Corps d'armée (général Heinrici)
  - 252e division d'infanterie
  - 131e division d'infanterie
  - 134e division d'infanterie
  - 611e groupe de Flak (Heer)
  - 786e régiment d'artillerie motorisée
  - 697e régiment d'artillerie motorisée
  - 518e régiment du génie
  - 6e régiment de construction du génie
- IX Corps d'armée (général Geyer)
  - 263e division d'infanterie
  - 137e division d'infanterie
  - 292e division d'infanterie
  - 226e groupe de canons d'assaut
  - 622e régiment d'artillerie motorisée
  - 516e régiment du génie
  - 106e régiment de construction du génie
- XIIIe Corps d'armée (général Felber)
  - 78e division d'infanterie
  - 17e division d'infanterie
- Réserves de la 4e Armée
  - 702e bataillon d'artillerie sur voie ferrée (280 mm)
  - 679e bataillon d'artillerie sur voie ferrée (280 mm)
  - 153e régiment de Flak (Lutfwaffe)
    - bataillons de Flak II/14, I/24, I/231

#### 9eArmée
La 9e Armée est commandée par le général Strauss.
- VIIIe Corps d'armée (général Heitz)
  - 28e division d'infanterie
  - 161e division d'infanterie
  - 8e division d'infanterie
  - 184e bataillon de canons d'assaut
  - 802e régiment d'artillerie motorisée
  - 801e régiment d'artillerie motorisée
  - 783e régiment d'artillerie motorisée
  - 627e régiment d'artillerie motorisée
  - 677e régiment d'artillerie motorisée
  - 815e &  641e bataillons d'artillerie motorisée (305 mm)
  - 680e bataillon d'artillerie motorisée
  - I/84e bataillon d'artillerie motorisée (240 mm)
  - 1er régiment de lance-roquette (nebelwerfer)
  - 517e régiment du génie motorisée
  - 34e régiment de construction du génie
- XXe Corps d'armée (général Materna)
  - 256e division d'infanterie
  - 162e division d'infanterie
  - 210e groupe de Canon d'assaut
  - 613e régiment d'artillerie motorisée
  - 70e régiment d'artillerie motorisée
  - 606e régiment d'artillerie motorisée
  - 512e régiment du génie
  - 42e régiment de construction du génie
- VIe Corps d'armée (général Foester)
  - 26e division d'infanterie
  - 6e division d'infanterie
  - 848e bataillon d'artillerie motorisée
  - II/57e bataillon d'artillerie motorisée
  - 10e régiment de construction du génie
- Ve Corps d'armée (général von Ruoff)
  - 35e division d'infanterie
  - 5e division d'infanterie
  - 842e bataillon d'artillerie motorisée
  - 847e bataillon d'artillerie motorisée
  - 104e régiment de construction du génie
- XXXXIIe Corps d'armée (général Kuntze) renfort à partir de juillet
  - 1re division d'infanterie SS « Reichsführer SS »
  - 129e division d'infanterie
  - 87e division d'infanterie
  - 102e division d'infanterie
  - 106e division d'infanterie (absente le 22 juin)
  - 110e division d'infanterie (absente le 22 juin)
- Réserves de la 9e Armée
  - 403e division de sécurité (Sicherungstruppen)
  - 561e bataillon antichar automoteur
  - 273e bataillon de Flak légère (Heer)
  - 125e régiment de Flak (Luftwaffe)
    - bataillons de Flak II/4, I/52, II/491, I/FLR

#### Panzergruppe 2
Le groupe de panzer II est commandé par le général Guderian.
- XXIVe Corps d'armée motorisée (général von Schweppenburg)
  - 267e division d'infanterie
  - 255e division d'infanterie
  - 1re division de cavalerie
  - 10e division d'infanterie motorisée
  - 515e régiment du génie
  - 4e Panzerdivision
  - 3e Panzerdivision
  - 521e bataillon antichar automoteur
  - Lehr bataillon léger de reconnaissance et d'instruction
  - 623e régiment d'artillerie motorisée
- XXXXVIe Corps d'armée motorisée (général von Vietinghoff)
  - 2e division d'infanterie motorisée SS Das Reich
  - régiment motorisé Grossdeutschland
  - 10e Panzerdivision
  - 513e régiment du génie motorisée
- XIIe Corps d'armée (général Schroth)
  - 45e division d'infanterie
  - 31e division d'infanterie
  - 34e division d'infanterie
  - 507e régiment du génie
  - 654e bataillon antichar automoteur
  - 192e bataillon de canons d'assaut
  - 201e bataillon de canons d'assaut
  - 610e bataillon de Flak légère motorisée (Heer)
  - 274e bataillon de Flak légère semi motorisée (Heer)
  - 617e régiment d'artillerie motorisée
  - 788e régiment d'artillerie motorisée
  - 833e bataillon d'artillerie motorisée (600 mm)
  - 4e régiment de lance-roquette (nebelwerfer)
- XXXXVIIe Corps d'armée motorisée (général Lemlsen)
  - 167e division d'infanterie
  - 29e division d'infanterie motorisée
  - 17e Panzerdivision
  - 18e Panzerdivision
  - 413e régiment du génie motorisée
  - 100e bataillon de chars lance-flammes
  - 611e bataillon antichar automoteur
  - 792e régiment d'artillerie motorisée
  - 53e régiment de lance-roquette (nebelwerfer)
- Ire Corps de Flak de la Luftwaffe (général von Axtheim)
  - 101e régiment de Flak
    - 77e bataillon de Flak légère, I/12 & I/22 bataillons de Flak légère (Luftwaffe)

  - 104e régiment de Flak
    - bataillons de Flak légère I/11, II/11, 91 (Luftwaffe)
- Réserve du Panzergruppe II
  - 5e bataillon de mitrailleurs
  - 94e bataillon de Flak légère (Luftwaffe)
  - 602e bataillon de Flak légère (Heer)
  - 740e & 768e bataillons d'artillerie motorisée

#### Panzergruppe 3
Le groupe de panzer III est commandé par le général Hoth.
- LVIIe Corps d'armée motorisée (général Kuntzen)
  - 18e division d'infanterie motorisée
  - 19e Panzerdivision
  - 12e Panzerdivision
  - 427e bataillon d'artillerie motorisée
  - 816e bataillon d'artillerie motorisée (210 mm)
  - 504e régiment du génie motorisée
  - 73e bataillon de Flak légère motorisée (Luftwaffe)
  - 75e bataillon de Flak légère motorisée (Luftwaffe)
  - bataillon de Flak I/29 mixte motorisée du 149e Flak (Luftwaffe)
- XXXIXe Corps d'armée motorisée (général Schmidt)
  - 20e division d'infanterie motorisée
  - 14e division d'infanterie motorisée
  - 20e Panzerdivision
  - 7e Panzerdivision
  - 101e bataillon de chars lance-flammes
  - 84e bataillon de Flak légère motorisée (Luftwaffe)
  - 643e bataillon antichar automoteur
  - 605e bataillon de Flak légère motorisée (Heer)
  - bataillon de Flak I/36 légère mixte du 149e Flak (Luftwaffe)
  - 69e régiment d'artillerie motorisée
  - 614e régiment du génie motorisée
  - 51e régiment de lance-roquette (nebelwerfer)
  - 74e groupe de Flak motorisée (Luftwaffe)
- Réserves du groupe de panzer III
  - 149e régiment de Flak légère motorisée (Luftwaffe)

#### Réserves du groupe d'armées centre
- LIIIe Corps d'armée (général Weisenberger)
  - 293e division d'infanterie
- Corps de sécurité 102 (général von Schenkendorff) (Sicherungstruppen)
  - 2e régiment de sécurité motorisée (Sicherungstruppen)
  - régiment de police SS Mitte
  - 9e & 15e régiments de constructions du génie
  - 286e division de sécurité (Sicherungstruppen)
  - 403e division de sécurité (Sicherungstruppen)
  - 221e division de sécurité (Sicherungstruppen)

### Heeresgruppe Sud

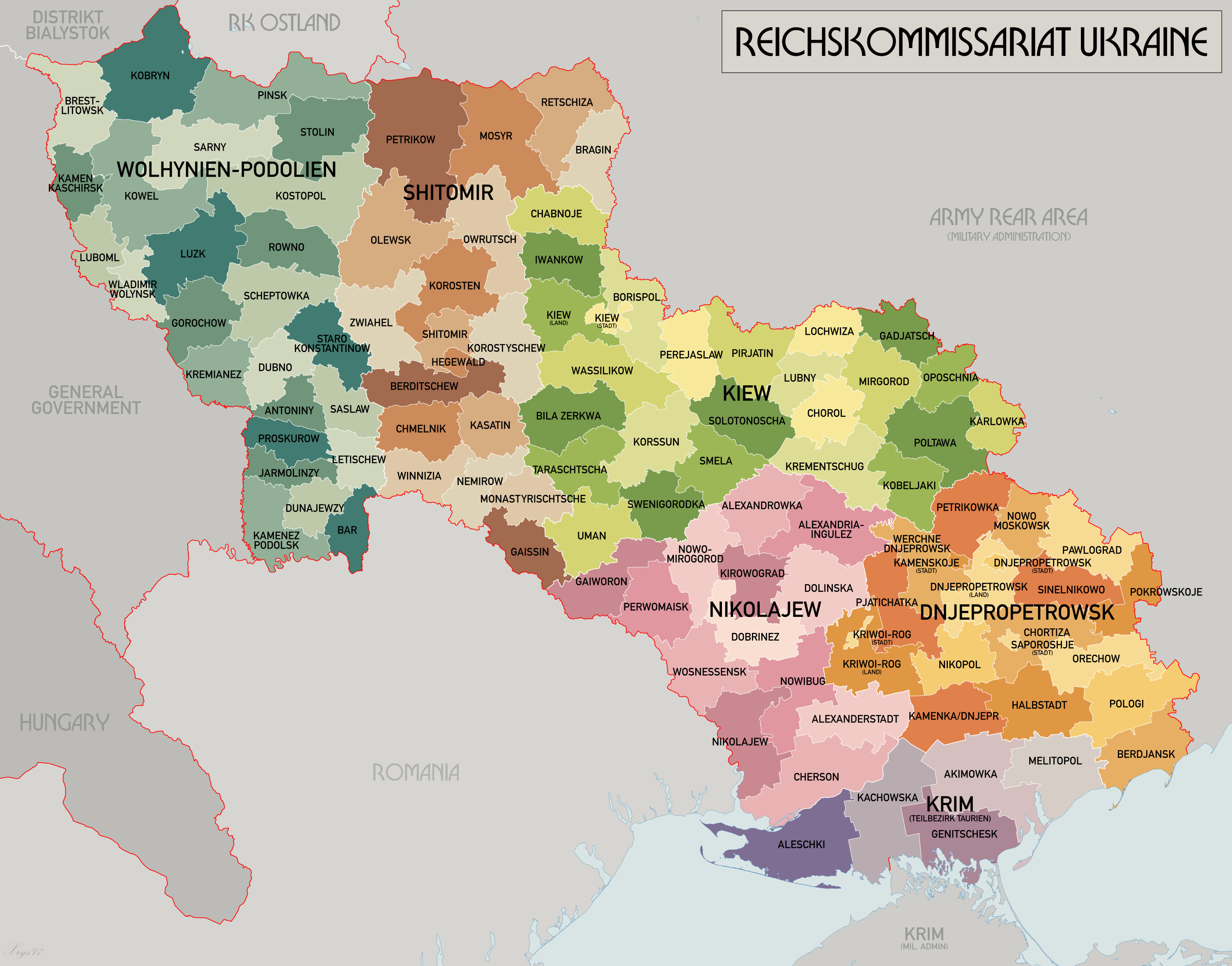
Carte du Reichskommissariat Ukraine en 1941, le 22 juin, il était l'objectif premier du Groupe d'armées Sud.

Le groupe d'armées Sud est commandé par le maréchal von Rundstedt, il est positionné de la Vistule, en Pologne, à la mer Noire le 22 juin 1941. Sa mission est de prendre l'Ukraine : Kiev et le port d'Odessa. Il a l'appui de la 4e Luftflotte du général Alexander Löhr ainsi que de deux armées roumaines, d'un corps d'armée roumain et de forces slovaques.

#### Panzergruppe 1

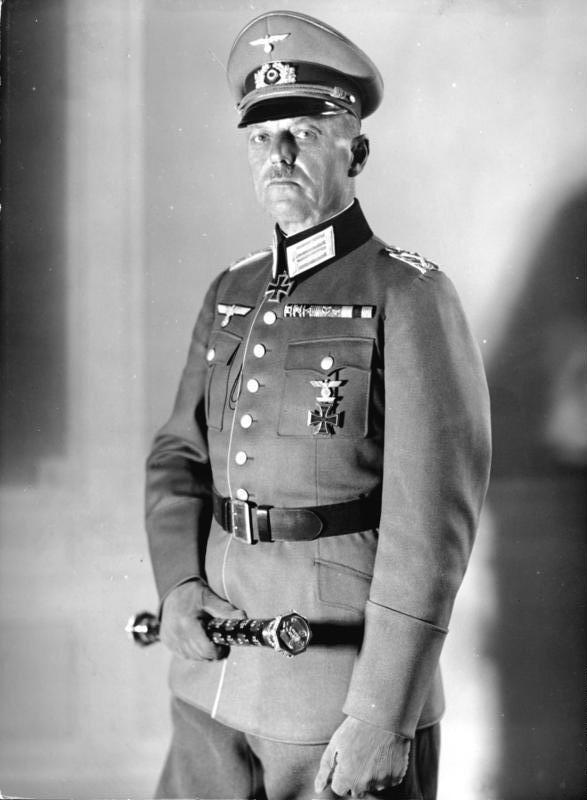
Gerd von Rundstedt, commandant du Groupe d'armées Sud.

Le groupe de panzer I est commandé par le général von Kleist
- XXXXVIIIe Corps d'armée motorisée (général Kempf)
  - 57e division d'infanterie
  - 11e Panzerdivision
  - 16e Panzerdivision
  - 197e groupe de canons d'assaut
  - 619e régiment d'artillerie motorisée
  - 612e régiment d'artillerie motorisée
  - II/814 bataillon d'artillerie motorisée (240 mm)
  - Lehr & 2e régiment de lance-roquette (nebelwerfer)
  - 520e régiment du génie motorisée
  - 45e régiment de construction du génie
- 2e Corps de Flak (général Dessloch)
  - 6e régiment de Flak
  - Régiment de Flak « Hermann Goering »
- XIVe Corps d'armée motorisée (général von Wietersheim)
  - 9e Panzerdivision
  - 5e Panzerdivision SS Wiking
  - 602e bataillon d'artillerie mixte motorisée
  - 86e bataillon de Flak légère motorisée (Luftwaffe)
- IIIe Corps d'armée motorisée (général von Mackensen)
  - 13e Panzerdivision
  - 14e Panzerdivision
  - 191e groupe de canons d'assaut
  - 511e régiment d'artillerie motorisée
  - 704e régiment d'artillerie motorisée
  - 603e bataillon de Flak légère motorisée (Heer)
  - 652e bataillon antichar automoteur
  - 54e régiment de lance-roquette (nebelwerfer)
  - I/84 bataillon d'artillerie motorisée (240 mm)
  - 511e régiment du génie motorisée
- Réserves du Panzergruppe 1
  - 1re division motorisée SS Leibstandarte Adolf Hitler
  - 25e division d'infanterie motorisée
  - 16e division d'infanterie motorisée
  - 670e détachement antichar automoteur
  - 700e régiment du génie motorisée

#### 6eArmée
La 6e Armée est commandée par le général von Reichenau (PC à Sulow).
- LVe Corps d'armée (général Vierow) 
  - 75e division d'infanterie
  - 213e division de sécurité (Sicherungstruppen)
  - 168e division d'infanterie
  - 601e régiment du génie motorisée
- XVIIe Corps d'armée (général Kienitz)
  - 56e division d'infanterie
  - 62e division d'infanterie
  - 604e régiment du génie motorisée
  - II/42e bataillon d'artillerie mixte motorisée
  - 23e régiment de construction du génie
- XXIXe Corps d'armée (général von Obstfelder)
  - 44e division d'infanterie
  - 111e division d'infanterie
  - 299e division d'infanterie
  - 614e régiment d'artillerie motorisée
  - 677e régiment du génie motorisée
- XXXXIVe Corps d'armée (général Koch)
  - 9e division d'infanterie
  - 297e division d'infanterie
  - II/65e bataillon d'artillerie mixte motorisée
- Réserves de la 6e Armée
  - 91e régiment de Flak
    - Bataillons de Flak mixte motorisée I./8, I/9 & II/241

  - 673e régiment du génie motorisée
  - 298e division d'infanterie
  - 767e bataillon d'artillerie motorisée

#### 17eArmée
La 17e Armée est commandée par le général von Stülpnagel.
- IVe Corps d'armée (général von Schwedler)
  - 24e division d'infanterie
  - 71e division d'infanterie
  - 295e division d'infanterie
  - 262e division d'infanterie
  - 296e division d'infanterie
  - 102e bataillon de chars lance-flammes
  - 243e bataillon de canons d'assaut
  - 243e régiment d'artillerie motorisée
  - 213e régiment d'artillerie motorisée
  - 725e bataillon d'artillerie sur voie ferrée (280 mm)
  - 833e bataillon d'artillerie motorisée (600 mm)
  - 601e régiment du génie motorisée
- XXXXIXe corps de montagne (général Kübler)
  - 257e division d'infanterie
  - 68e division d'infanterie
  - 1re division de montagne
  - 620e régiment du génie motorisée
  - 501e bataillon d'artillerie motorisée
- LIIe corps (général von Briesen)
  - 101e division de chasseurs
  - 8e régiment de construction du génie
  - 500e bataillon d'infanterie spécial
  - Brigade d'infanterie slovaque
- Forces hongroises (général Szombathelyi) : placées sous le commandement du XVIIe corps
  - 8e brigade de montagne
  - 1re brigade de montagne
  - bataillon cycliste du VIIIe corps Hongrois
  - bataillon d'artillerie motorisée du VIIIe corps Hongrois (149 mm)
  - II/24e bataillon d'artillerie du VIIIe corps Hongrois
  - bataillon du génie du VIIIe corps Hongrois
  - bataillon anti aérien du VIIIe corps Hongrois
  - Corps rapide hongrois (en) (général Miklós)
    - 1re brigade d'infanterie motorisée (en)
    - 2e brigade d'infanterie motorisée (en)
    - 1re brigade de cavalerie (en)
- Groupe d'armées expéditionnaire slovaque (en) (général Čatloš): placées sous le commandement du XVII corps
  - 1re division d'infanterie
  - 2e division d'infanterie
  - 12e régiment d'artillerie motorisée
  - 11e bataillon du génie
  - 11e compagnie de chars (24x LTvz35)
  - 11e compagnie de reconnaissance
- Réserves de la 17e Armée
  - 277e bataillon de Flak (Heer)
  - 97e division de chasseurs
  - 42e régiment de Flak mixte (Luftwaffe)
    - bataillons de Flak mixte II/24, I/37 & I/61

  - 100e division de chasseurs
  - 1er, 18e &107e régiments de construction du génie
  - 863e bataillon d'artillerie motorisée

#### 11eArmée
La 11e Armée est commandée par le général von Schobert.
- Corps militaire allemand en Roumanie (général Hauffe)
  - 72e division d'infanterie
  - 108e régiment spécial de sécurité (Sicherungstruppen)
- XIe corps d'armée (général Kortzfleisch)
  - 1re division blindée roumaine (ro)
  - 6e brigade de cavalerie roumaine
  - 239e division d'infanterie
  - 76e division d'infanterie
  - 560e bataillon antichar automoteur
  - 787e régiment d'artillerie motorisée
  - 1./190e escadron de canon d'assaut
- XXXe corps d'armée (général von Salmuth)
  - 14e division d'infanterie roumaine
  - 13e division d'infanterie roumaine
  - 8e division d'infanterie roumaine
  - 49e régiment d'artillerie motorisée
  - 198e division d'infanterie
- LIVe corps d'armée (général Hansen)
  - 50e division d'infanterie
  - 170e division d'infanterie
  - 737e bataillon d'artillerie motorisée
  - 5e division d'infanterie roumaine
- Réserves de la 11e Armée
  - 22e division d'infanterie aéroportée
  - 690e régiment du génie motorisée
  - 617e régiment du génie motorisée
  - 190e bataillon de canon d'assaut
  - 14e & 19e brigades de construction du génie
  - 22e bataillon de Flak légère (Heer)
  - 18e régiment de Flak (Luftwaffe)
    - bataillons de Flak légère mixte motorisée I/14, I/43 & I/64 (Luftwaffe)

#### Groupe d'armée Antonescu
Ce groupe d'armées, rattaché au groupe d'armées sud, est commandé par le général Ion Antonescu et placé en réserve.
- 11e & 31e bataillon de mitrailleuse
- 3e régiment antiaérien
- 1er & 2e bataillon de sécurité ferroviaire de la Garde
- 3e, 6e & 8e bataillon de garde-frontière
- 58e bataillon du génie
- 1er & 2e régiment de génie ferroviaire
- 2e, 3e, 4e & 7e bataillon de construction
- Réserves du groupe d'armée (infanterie)
  - 11e division d'infanterie
- IIe corps (général Macici)
  - 9e division d'infanterie
  - 10e division d'infanterie
  - 7e brigade de cavalerie
  - 52e bataillon d'artillerie lourde motorisée (attaché à la réserve de la 3e Armée)
  - 2e régiment d'artillerie lourde motorisée (attaché à la réserve de la 3e Armée)
  - 9e & 10e bataillon de mitrailleuse
  - 52e bataillon du génie
  - 52e compagnie motorisée de DCA

#### 3eArmée roumaine
La 3e Armée roumaine est commandée par le général roumain Dumitrescu.
- IVe corps d'armée (en) (général Sănătescu)
  - 4e bataillon d'artillerie lourde
  - 1er bataillon de cavalerie du 1er régiment de cavalerie de la Garde
  - 4e & 8e bataillon de mitrailleuse
  - 14e & 34e bataillon d'artillerie lourde
  - 54e bataillon d'artillerie lourde motorisée
  - 54e bataillon du génie
  - 6e division d'infanterie
  - 7e division d'infanterie
- Corps de montagne (général Avramescu (en))
  - 1re brigade de montagne
  - 2e brigade de montagne
  - 4e brigade de montagne
  - 7e & 35e bataillon de mitrailleuse
  - 6e régiment d'artillerie lourde motorisée
  - 36e & 56e bataillon d'artillerie lourde motorisée
  - 61e bataillon du génie
- Corps de cavalerie (général Racoviță (en))
  - 5e brigade de cavalerie
  - 8e brigade de cavalerie
  - 59e bataillon du génie
- Réserves de la 3e Armée
  - 1er & 11e régiment d'artillerie lourde de forteresse motorisée
  - 2e & 7e régiments d'artillerie lourde motorisée
  - 52e & 57e bataillons d'artillerie lourde motorisée
  - 7e, 14e & 35e bataillon de mitrailleuse
  - 58e bataillon de cavalerie de reconnaissance
  - 54e compagnie antichar automotrice
  - 2e & 4e bataillon de police militaire

#### Réserves du groupe d'armée sud
- 9e bataillon de mitrailleurs
- 99e division d'infanterie légère
- Corps de sécurité 103 (général von Roques) (Sicherungstruppen)
  - 213e division de sécurité
  - 444e division de sécurité
  - 454e division de sécurité
  - 4e régiment motorisée de sécurité
    - 613e bataillon cycliste
    - 614e bataillon cycliste
- Corps de police SS Sud
  - Régiment de police SS Sud
    - 45e bataillon de police SS de réserve
    - 303e bataillon cycliste de police SS
    - 314e bataillon motorisée de police SS

## Armée rouge
En 1941, l'Armée rouge souffre encore d'un problème de commandement. La structure du commandement varie d'un front à un autre ; les Grandes Purges des années 1930 privent l'Armée soviétique de dirigeants compétents.
Le terme « front » (en russe : фронт) désigne en terminologie militaire soviétique l'équivalent d'un groupe d'armées allemand. Ne sont pas indiqués dans cet ordre de bataille soviétiques les districts militaires intérieurs ni les districts d'Asie, de Sibérie & d'Extrême-Orient, ni les réserves de la Stavka.

### Front du Nord

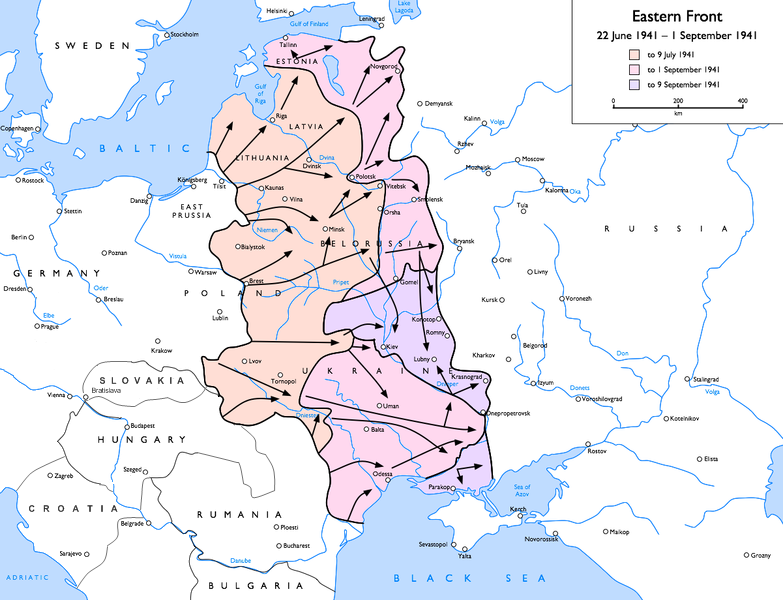
Le front de l'Est durant le début de l'opération Barbarossa (1941-1942).

Le district de Léningrad est commandé par le général Markian Popov et est chargé de défendre la frontière de l'URSS aux environs de Léningrad (QG à Léningrad). Les forces du district deviennent le front du Nord le 22 juin 1941. Composition au 24 juin 1941 :
Réserve du front :
- 177e division de fusiliers
- 191e division de fusiliers
- 8e brigade de fusiliers (péninsule de Hanko : rattachée au commandement de la défense côtière).
- 2e régiment de sécurité
- 541e & 577e régiment d'artillerie
- 12e & 29e régiment du génie
- 21e, 22e, 25e & 29e régions fortifiées
- 7e, 9e & 11e régiment de garde-frontières (du NKVD)
- 1er corps mécanisé (Tchernyavskiy).
  - 1re division blindée (détachée à la 14e armée)
  - 3e division blindée
  - 163e division d'infanterie motorisée
  - 5e régiment motocycliste

#### 7earmée
la 7e armée est commandée par le général Gorelenko (QG à Alagatovassa).
- 54e division de fusiliers (en)
- 71e division de fusiliers
- 168e division de fusiliers
- 237e division de fusiliers
- 26e région fortifiée
- 208e bataillon antiaérien léger
- 184e bataillon du génie
- 1er, 33e, 73e & 80e régiments de garde-frontières (NKVD)

#### 14earmée
La 14e armée est commandée par le général Frolov (QG à Mourmansk).
- 14e division de fusiliers (en)
- 52e division de fusiliers (ru)
- 23e région fortifiée
- 104e régiment d'artillerie
- 31e bataillon du génie
- 72e, 82e, 100e & 101e régiments de garde-frontières (NKVD)
- 42e corps de fusiliers (en) (général Panine)
  - 104e division de fusiliers (pl)
  - 122e division de fusiliers (pl)

#### 23earmée
La 23e armée est commandée par le général Pchennikov (QG à Viipuri).
- 27e & 28e régions fortifiées
- 24e, 28e, 43e, 573e & 101e régiments d'artillerie
- 108e& 519e régiments d'artillerie lourde
- 20e bataillon de mortiers
- 27e & 241e bataillon antiaérien
- 109e bataillon du génie motorisée
- 153e bataillon du génie
- 3e, 5e, 102e & 103e régiments de garde-frontières (NKVD)
- 19e corps de fusiliers (général Gerasimov)
  - 115e division de fusiliers
  - 142e division de fusiliers
- 50e corps de fusiliers (général Chtcherbakov)
  - 43e division de fusiliers
  - 70e division de fusiliers
  - 123e division de fusiliers
- 10e corps mécanisé (général Lazarev)
  - 21e division blindée
  - 24e division blindée
  - 198e division d'infanterie motorisée
  - 7e régiment motocycliste

### Front du Nord-Ouest
Le district militaire de la Baltique devient le 22 juin 1941 le Front du Nord-Ouest, commandé par le général Fiodor Kouznetsov (QG à Riga).
- 22e régiment d'infanterie motorisée (NKVD)
- 60e régiment de sécurité
- 402e régiment d'artillerie
- 11e bataillon antiaérien
- 4e & 30e bataillons pontonnier du génie
- 6e, 8e & 10e régiments de garde-frontières (NKVD)
- 67e corps de fusiliers (général Djmachenko) : état-major uniquement, pas de troupes
- 5e corps aéroporté (général Bergly)
  - 9e brigade aéroportée
  - 10e brigade aéroportée
  - 201e brigade parachutiste

#### 8earmée
La 8e armée est commandée par le général Piotr Sobennikov (QG à Mitau).
- 42e & 46e régions fortifiées
- 47e, 51e & 73e régiments d'artillerie
- 39e & 242e bataillons antiaérien
- 9e brigade antichars
- 25e régiment du génie
- 12e & 105e régiments de garde-frontières (NKVD)
- 10e corps de fusiliers (général Nokolaev)
  - 10e division de fusiliers
  - 48e division de fusiliers
  - 90e division de fusiliers
- 11e corps de fusiliers (général Choumilov)
  - 11e division de fusiliers
  - 125e division de fusiliers
- 12e corps mécanisé (général Chestopavlov)
  - 23e division blindée
  - 28e division blindée
  - 202e division mécanisée
  - 10e régiment motocycliste

#### 11earmée
La 11e armée est commandée par le général Mozorov (QG à Kaunas).
- 23e division de fusiliers
- 128e division de fusiliers
- 126e division de fusiliers
- 44e, 45e & 48e régions fortifiées
- 270e, 429e, 448e & 615e régiments d'artillerie
- 110e régiment d'artillerie lourde
- 19e & 237e bataillon antiaérien
- 10e brigade antichars
- 38e bataillon du génie
- 106e & 107e régiments de garde-frontières (NKVD)
- 16e corps de fusiliers (général Ivanov)
  - 5e division de fusiliers
  - 33e division de fusiliers
  - 188e division de fusiliers
- 29e corps de fusiliers (général Samokhine)
  - 179e division de fusiliers
  - 184e division de fusiliers
- 3e corps mécanisé (général Kourkine (en))
  - 2e division blindée
  - 5e division blindée
  - 84e division d'infanterie motorisée
  - 15e régiment motocycliste

#### 27earmée
La 27e armée est commandée par le général Nikolaï Berzarine (QG à Riga).
- 3e division de fusiliers (en)
- 67e division de fusiliers (ru)
- 16e division de fusiliers (ru)
- 613e & 614e régiments d'artillerie
- 103e & 111e bataillons antiaérien
- 22e corps de fusiliers (général Mikhaïl Doukhanov (en))
  - 180e division de fusiliers
  - 182e division de fusiliers (en)
- 24e corps de fusiliers (général Katchalov)
  - 181e division de fusiliers (ru)
  - 183e division de fusiliers (en)

### Front Ouest
Le district militaire de l'Ouest (en) devient le front de l'Ouest, commandé par le général Dmitri Pavlov (QG à Minsk).
- 58e, 61e, 63e, 64e & 65e régions fortifiées
- 87e régiment de cavalerie de réserve
- 8e brigade antichars
- 29e, 49e, 56e, 151e, 467e, 587e, 360e 293e & 611e régiments d'artillerie
- 5e, 318e & 612e régiments d'artillerie lourde
- 24e bataillon de mortiers
- 86e bataillon antiaérien
- 10e, 23e & 33e régiments du génie
- 275e bataillon du génie
- 34e & 35e bataillon pontonnier du génie
- 13e & 83e régiments de garde-frontières (NKVD)
- 47e corps de fusiliers (général Povetkine)
  - 55e division de fusiliers
  - 121e division de fusiliers
  - 143e division de fusiliers
- 4e corps aéroporté (général Jadov)
  - 7e brigade aéroportée
  - 8e brigade aéroportée
  - 214e brigade parachutiste
- 17e corps mécanisé (général Petrov (en))
  - 36e division de chars
  - 27e division de chars
  - 209e division motorisée
  - 22e régiment motocycliste
- 20e corps mécanisé (général Nikitine (en))
  - 26e division de chars
  - 38e division de chars
  - 210e division motorisée
  - 24e régiment motocycliste

#### 3earmée
La 3e armée est commandée par le général Vassili Kouznetsov (QG à Grodno).
- 7e brigade antichar
- 68e région fortifiée
- 152e & 444e régiments d'artillerie
- 16e bataillon antiaérien
- 1re brigade de chars
- 84e, 85e, 86e & 87e régiments de garde-frontières (NKVD)
- 4e corps de fusiliers (ru)
  - 27e division de fusiliers (ru)
  - 56e division de fusiliers (ru)
  - 85e division de fusiliers
- 21e corps de fusiliers (général Borisov) (en réserve & attribué à l'armée le 22/06/1941)
  - 17e division de fusiliers
  - 37e division de fusiliers
  - 24e division de fusiliers
  - 50e division de fusiliers
- 11e corps mécanisé (en) (général Mostevenko)
  - 29e division de chars
  - 33e division de chars
  - 204e division motorisée
  - 16e régiment motocycliste

#### 4earmée
La 4e armée est commandée par le général Korobkov (en) (QG à Kobryn).
- 49e division de fusiliers (ru)
- 75e division de fusiliers (ru)
- 447e, 455e & 462e régiments d'artillerie
- 120e régiment d'artillerie lourde
- 12e bataillon antiaérien
- 17e, 88e & 89e régiments de garde-frontières (NKVD)
- 28e corps de fusiliers (général Popov (en))
  - 6e division de fusiliers
  - 42e division de fusiliers
- 14e corps mécanisé (général Stepan Oborine (en))
  - 22e division de chars
  - 30e division de chars
  - 205e division motorisée
  - 20e régiment motocycliste

#### 10earmée
La 10e armée est commandée par le général Goloubev (QG à Byalostok).
- 155e division de fusiliers
- 66e région fortifiée
- 130e, 156e, 262e, 315e, 311e, 124e & 375e régiments d'artillerie
- 38e & 71e bataillon antiaérien
- 6e brigade antichars
- 18e & 27e régiments de garde-frontières (NKVD)
- 1er corps de fusiliers (général Roubsov)
  - 2e division de fusiliers
  - 8e division de fusiliers
- 5e corps de fusiliers (général Garnov)
  - 13e division de fusiliers
  - 113e division de fusiliers
  - 86e division de fusiliers
- 6e corps de cavalerie (général Nikitine)
  - 6e division de cavalerie
  - 36e division de cavalerie
- 6e corps mécanisé (général Khatskilevitch)
  - 4e division de chars
  - 7e division de chars
  - 29e division motorisée
  - 4e régiment motocycliste
- 13e corps mécanisé (général Akhlioustine)
  - 25e division de chars
  - 31e division de chars
  - 208e division motorisée
  - 18e régiment motocycliste

#### 13earmée
La 13e armée est commandée par le général Filatov (QG à Mogilev).
- 2e corps de fusiliers (général Ermakov)
  - 100e division de fusiliers
  - 161e division de fusiliers
- 44e corps de fusiliers (général Youchkevitch)
  - 64e division de fusiliers
  - 108e division de fusiliers

### Front du Sud-Ouest
Le district de Kiev devient le front du Sud-Ouest, commandé par le général Mikhaïl Kirponos (QG à Kiev).
- 5e brigade antichar
- 1re, 3e, 5e, 7e, 13e, 15e & 17e régions fortifiées
- 4e régiment de sécurité
- 205e, 207e, 368e, 437e, 458e, 507e, 543e, 646e, 331e, 376e, 529e, 538e, 305e, 555e & 589e régiments d'artillerie
- 4e, 168e, 324e, 330e, 528e, 34e, 245e, 315e & 316e régiments d'artillerie lourde
- 263e bataillon antiaérien
- 45e régiment du génie
- 1er régiment de pontonnier du génie
- 1er bataillon de trains blindés
- 31e corps de fusiliers (général Lopatine)
  - 195e division de fusiliers
  - 200e division de fusiliers
  - 193e division de fusiliers
- 36e corps de fusiliers (général Sisoev)
  - 140e division de fusiliers
  - 146e division de fusiliers
  - 228e division de fusiliers (ru)
- 49e corps de fusiliers (général Komilov)
  - 190e division de fusiliers
  - 199e division de fusiliers (ru)
  - 197e division de fusiliers
- 55e corps de fusiliers (général Koroteev)
  - 130e division de fusiliers
  - 189e division de fusiliers
  - 169e division de fusiliers
- 1er corps aéroporté (général Ousenko)
  - 1re brigade aéroportée
  - 204e brigade parachutiste
  - 211e brigade parachutiste
- 9e corps mécanisé (général Constantin Rokossovski)
  - 20e division de chars
  - 35e division de chars
  - 131e division d'infanterie semi-motorisée
  - 32e régiment motocycliste
- 19e corps mécanisé (général Feklenko)
  - 40e division de chars
  - 43e division de chars
  - 213e division motorisée
  - 21e régiment motocycliste
- 24e corps mécanisé (général Londrousev)
  - 45 division de chars
  - 49e division de chars
  - 216e division motorisée
  - 17e régiment motocycliste
- 15e corps mécanisé (général Karpezo)
  - 10e division de chars
  - 37e division de chars
  - 212e division motorisée
  - 25e régiment motocycliste

#### 5earmée
La 5e armée est commandée par le général Potapov (QG à Loutsk).
- 1re brigade antichar
- 2e région fortifiée
- 21e, 231e, 264e & 460e régiments d'artillerie
- 23e & 243e bataillons antiaérien
- 5e régiment de pontonnier du génie
- 90e & 98e régiments de garde-frontières (NKVD)
- 15e corps de fusiliers (général Fedyouninsky)
  - 45e division de fusiliers (ru)
  - 62e division de fusiliers (ru)
- 27e corps de fusiliers (général Artemenko)
  - 87e division de fusiliers (ru)
  - 124e division de fusiliers (ru)
  - 135e division de fusiliers (ru)
- 22e corps mécanisé (général Kondrousev)
  - 41e division de chars
  - 19e division de chars
  - 215e division d'infanterie motorisée
  - 23e régiment motocycliste

#### 6earmée
La 6e armée est commandée par le général Mouzytchenko (QG à Lvov).
- 3e brigade antichar
- 4e & 6e régions fortifiées
- 209e, 229e, 441e, 445e & 135e régiments d'artillerie
- 17e & 307e bataillons antiaérien
- 9e régiment du génie
- 91e régiment de garde-frontières (NKVD)
- 37e corps de fusiliers (général Zibine)
  - 141e division de fusiliers
  - 139e division de fusiliers
  - 80e division de fusiliers
- 6e corps de fusiliers (général Aleseev)
  - 41e division de fusiliers
  - 159e division de fusiliers
  - 97e division de fusiliers
- 4e corps mécanisé (général Andreï Vlassov)
  - 8e division de chars
  - 32e division de chars
  - 81e division motorisée
  - 3e régiment motocycliste
- 5e corps de cavalerie (général Kamkov)
  - 3e division de cavalerie
  - 14e division de cavalerie

#### 12earmée
La 12e armée est commandée par le général Ponededine (QG à Stanislav).
- 4e brigade antichar
- 10e, 11e & 12e régions fortifiées
- 269e, 274e, 283e & 468e régiments d'artillerie
- 20e & 30e bataillons antiaérien
- 37e régiment du génie
- 19e régiment de pontonnier du génie
- 94e, 95e, 96e & 97e régiments de garde-frontières (NKVD)
- 13e corps de fusiliers (général Kirillov)
  - 192e division de montagne
  - 58e division de fusiliers
  - 44e division de fusiliers
- 17e corps de fusiliers (général Galanine)
  - 69e division de montagne
  - 60e division de fusiliers
  - 164e division de fusiliers
- 16e corps mécanisé (général Sokolov)
  - 15e division de chars
  - 39e division de chars
  - 240e division d'infanterie semi motorisée
  - 19e régiment motocycliste

#### 26earmée
La 26e armée est commandée par le général Kostenko (QG à Borislav).
- 2e brigade antichar
- 8e région fortifiée
- 233e & 236e régiments d'artillerie
- 28e bataillon antiaérien
- 17e régiment de pontonnier du génie
- 92e & 93e régiments de garde-frontières (NKVD)
- 8e corps de fusiliers (général Snegov)
  - 173e division de fusiliers
  - 99e division de fusiliers
- 8e corps mécanisé (général Ryabychev)
  - 12e division de chars
  - 34e division de chars
  - 7e division motorisée
  - 2e régiment motocycliste

### Front d'Odessa
Le district d'Odessa est commandé le général Yakov Tcherevitchenko (QG à Odessa).
- 47e division de fusiliers
- 83e région fortifiée
- 268e, 272e & 377e régiments d'artillerie
- 137e, 515e, 522e & 527e régiments d'artillerie lourde
- 296e & 391e bataillon antiaérien
- 8e régiment du génie
- 7e régiment de pontonnier du génie
- 92e & 93e régiments de garde-frontières (NKVD)
- 7e corps de fusiliers (Dorbroserdov)
  - 116e division de fusiliers
  - 196e division de fusiliers
  - 206e division de fusiliers
- 9e corps de fusiliers (Batov)
  - 106e division de fusiliers
  - 156e division de fusiliers
  - 32e division de cavalerie
- 3e corps aéroporté (en) (Glazounov)
  - 5e brigade aéroportée
  - 6e brigade aéroportée
  - 212e brigade parachutiste

#### 9earmée
La 9e armée est commandée par le général Tcherevitchenko (QG à Odessa).
- 150e division de fusiliers
- 80e, 81e, 82e, 84e & 86e régions fortifiées
- 265e, 266e, 374e, 648e & 320e régiments d'artillerie
- 430e régiment d'artillerie lourde
- 317e bataillon d'artillerie lourde
- 28e & ? bataillons antiaérien
- 8e & 16e bataillon du génie
- 121e bataillon du génie motorisée
- 21e, 23e, 24e, 25e, 26e & 79e régiments de garde-frontières (NKVD)
- 14e corps de fusiliers (général Egonov)
  - 25e division de fusiliers
  - 51e division de fusiliers
- 35e corps de fusiliers (général Dachitchev)
  - 95e division de fusiliers
  - 176e division de fusiliers
- 48e corps de fusiliers (général Malinovsky)
  - 30e division de montagne (ru)
  - 74e division de fusiliers
- 2e corps mécanisé (général Novoselsky)
  - 11e division de chars
  - 16e division de chars
  - 15e division motorisée
  - 6e régiment motocycliste
- 2e corps de cavalerie (général Belov)
  - 5e division de cavalerie
  - 9e division de cavalerie (ru)
- 18e corps mécanisé (général Volokh)
  - 44e division de chars
  - 47e division de chars
  - 218e division motorisée
  - 26e régiment motocycliste

### District de Transcaucasie
Le district militaire transcaucasien est commandé par le général Kozlov (QG à Tbilissi).
- 63e division de fusiliers de montagne (en)
- 76e division de fusiliers de montagne
- 77e division de fusiliers de montagne
- 17e division de cavalerie de montagne (ru)
- 24e division de cavalerie
- 51e, 55e & ? régions fortifiées
- 25e, 456e, 457e, 647e, 116e, 337e & 547e régiments d'artillerie
- 136e & 350e régiments d'artillerie lourde
- 31e bataillon antiaérien
- 7e divizion de train blindé
- 21e régiment du génie
- 2e, 31e, 32e, 34e & 36e régiments de garde-frontières (NKVD)
- 3e corps de fusiliers (Chernyak)
  - 4e division de fusiliers
  - 20e division de fusiliers de montagne (ru)
  - 47e division de fusiliers de montagne (ru)
- 23e corps de fusiliers (Baronov)
  - 136e division de fusiliers
  - 138e division de fusiliers de montagne
- 40e corps de fusiliers (Khadeev)
  - 9e division de fusiliers de montagne
  - 31e division de fusiliers
- 28e corps mécanisé (en) (Novikov)
  - 6e division de chars
  - 54e division de chars
  - 236e division motorisée
  - 13e régiment motocycliste